# Lochmaben Castle
Lochmaben Castle ist die Ruine einer Niederungsburg in der Stadt Lochmaben im ehemaligen Baronat Annandale in der schottischen Council Area Dumfries and Galloway. Um 1160 ließ Robert de Brus, Lord of Annandale eine Motte südlich des heutigen Standortes errichten. Die erste Burg am heutigen Standort ließ König Eduard I. im 13. und 14. Jahrhundert bauen. Unter der Regentschaft von König Jakob IV. wurde sie neu gebaut.

## Geschichte
Die von Eduard I. beauftragte und um 1300 fertiggestellte Burg war ein viel festeres Gebäude am südlichen Ende des Castle Loch, deren Überreste heute noch die große Stärke ihrer Verteidigungseinrichtungen zeigen. Archibald Douglas, Lord of Galloway, nahm am 4. Februar 1384 oder 1385 mit Hilfe des Earl of March und des Earl of Douglas nach einer Belagerung von neun Tagen Lochmaben Castle von den Engländern ein und „zerstörte es bis auf die Grundmauern“. Burg und Baronat gingen in den Besitz der Earls of March über, aber als der 10. Earl seine Titel und Besitzungen verwirkt hatte und später wieder eingesetzt wurde, geschah letzteres „mit Ausnahme der Burg Lochmaben und des Baronats Annandale“. Beides ging im Juli 1455 in den Besitz von Alexander Stewart, 1. Duke of Albany, über. Nach dessen Tod 1485 fielen Baronat und Burg durch Parlamentsgesetz vom 1. Oktober 1487 an die Krone.
Am 16. Januar 1508 oder 1509 wurde Sir Robert Lauder of the Bass, Ritter, in Edinburgh für drei Jahre zum „Captain and Keeper of the King’s castle and fort at Lochmaben, with all pertinentes“ (dt.: Kapitän und Statthalter der königlichen Burg und Festung Lochmaben mit allen Sachdienlichkeiten) und anderen Privilegien ernannt. 1605 war Sir William Cranstoun of Cranstoun, später 1. Lord Cranstoun, Statthalter von Lochmaben Castle.
Lochmaben Castle blieb bedeutend und hatte eine turbulente Geschichte bis zum Anfang des 17. Jahrhunderts. Zu dieser Zeit wurde die Burg zum letzten Mal belagert und dann langsam aufgegeben.
Heute gilt die Ruine als Scheduled Monument.